# Walter Stampfli

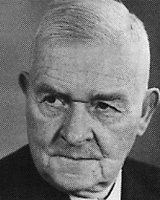
Walter Stampfli

Walter Stampfli (ur. 3 grudnia 1884, zm. 11 października 1965) – szwajcarski polityk, członek Rady Związkowej od 18 lipca 1940 do 18 listopada 1947. Kierował departamentem spraw ekonomicznych (1940-1947).
Był członkiem Radykalno-Demokratycznej Partii Szwajcarii.
Pełnił także funkcje wiceprezydenta (1943) i prezydenta (1944) Konfederacji.